# Гурково (Омская область)
Гурково — деревня в Тюкалинском районе Омской области. Входит в состав Хуторского сельского поселения.

## История
Основана в 1896 г. В 1928 году состояла из 180 хозяйства, основное население — украинцы. Центр Гурковского сельсовета Тюкалинского района Омского округа Сибирского края.

## Население
| 1926 | 2010 |
| ---- | ---- |
| 1100 | ↘17  |